# 84号州际公路 (俄勒冈州至犹他州)

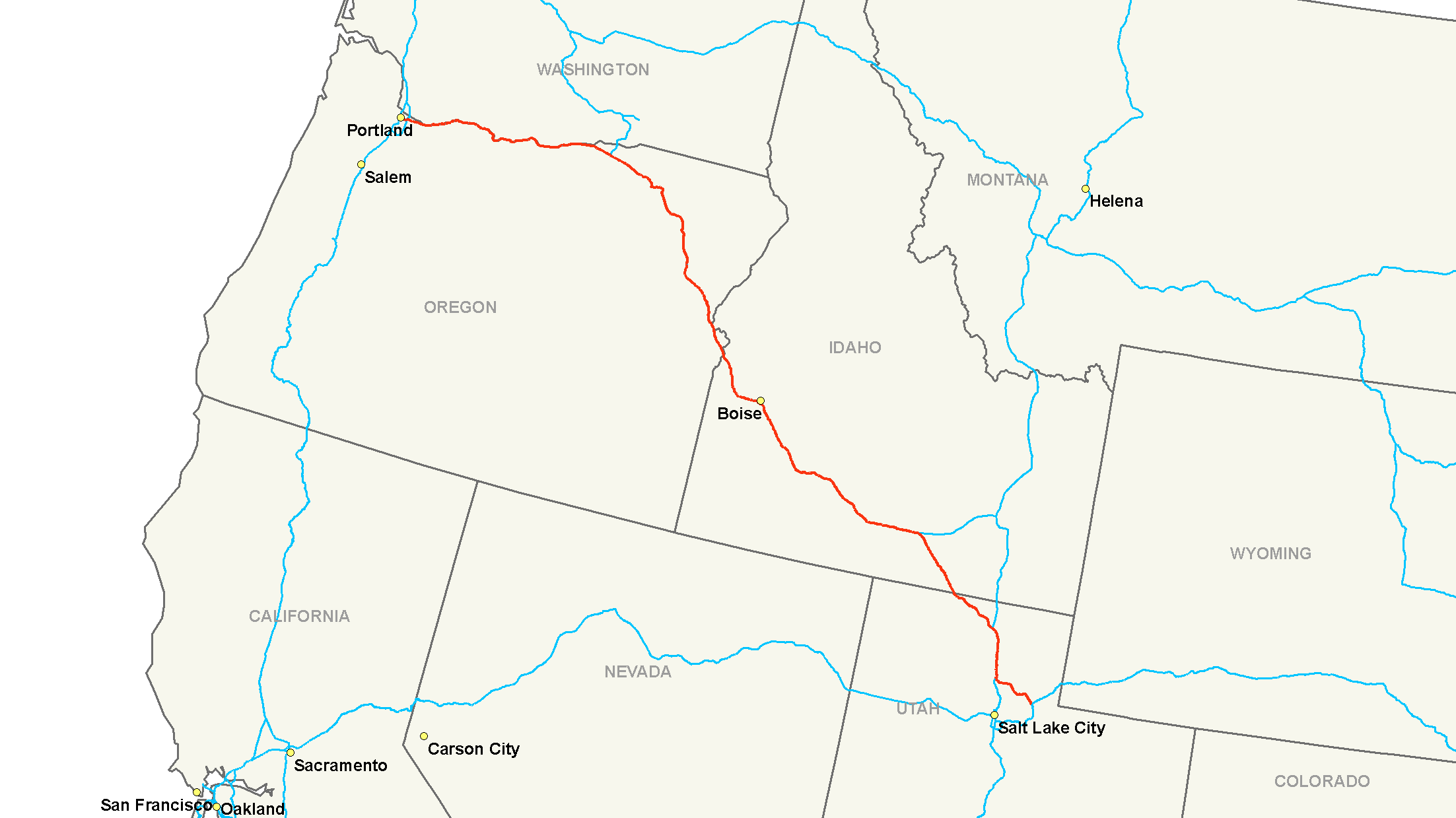
公路（紅線）經過的地方

美国西部的84号州际公路（英語：Interstate 84）是一条东西方向的州际公路，该公路连接了犹他州萨米特县和俄勒冈州波特兰，全长769.62英里。